# Dana Schweiger
Dana Schweiger, née le 29 février 1968 à Seattle, Washington, est une présentatrice, entrepreneur, auteure et ancienne mannequin américaine.

## Biographie

### Vie privée
Dana Schweiger grandit avec sa sœur chez son oncle en Seattle. En 1995, après deux ans de relation, elle épouse l'acteur allemand Til Schweiger. Ils ont quatre enfants ensemble : un fils (né en 1995) et trois filles : Luna (1997), Lilli (1998) et Emma (2002). La famille vit d'abord à Malibu (Californie) jusqu'en 2004, après Hambourg. Le couple se sépare en novembre 2005 et divorce en mai 2014. Les trois filles sont des actrices. En 2016, Dana Schweiger déménage à nouveau aux États-Unis.

### Carrière
Schweiger étudie d'abord l'administration des affaires économique et puis va au Esthetic Skincare Institute à Seattle se former comme Esthéticienne. Dans les années 1990, elle travaille pour, entre autres, Calvin Klein et H & M comme modèle. En 2009, elle a un contrat d'approbation avec Katjes. En 2012, elle est jurée dans l'émission Deutschland sucht den SuperStar. En 2013, elle est la marraine du navire de croisière MS Europa 2. Elle est la cofondatrice de Bellybutton, une entreprise de vente par correspondance de fournitures pour enfants. En commun avec Ursula Karven elle écrit plusieurs livres de non-fiction sur le thème de la grossesse, de l'accouchement et du bébé.

## Apparitions au cinéma et à la télévision
- 1995 : Lindenstraße
- 1997 : Knockin’ on Heaven’s Door
- 1998 : Der Eisbär
- 2004 : Pampers-TV (RTL II)
- 2005 : Barfuss
- 2012 : Simply Dana (Glitz*)
- 2012 : Deutschland sucht den Superstar Kids (RTL)
- 2015 : Grill den Henssler (VOX)
- 2016 : Dance Dance Dance (RTL) (avec Luna Schweiger comme partenaire de danse)
- 2016 : 6 Mütter: Zwischen Kind und Karriere